# Ko Chang
Denna artikel handlar om ön i östra Thailand. För den mindre ön med samma namn som ligger utanför Thailands västkust, se Ko Chang (Andamansjön).

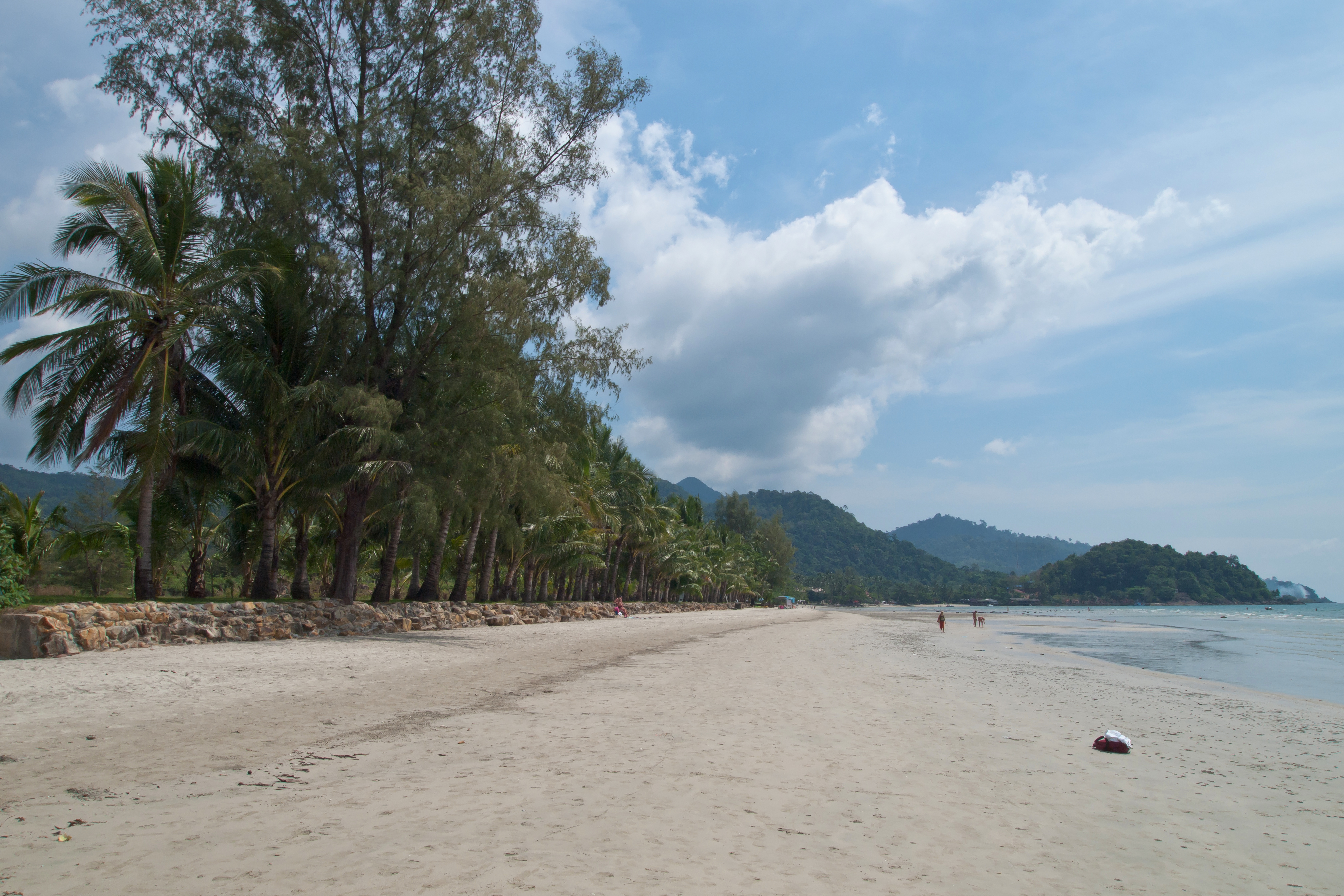
Klong Phrao Beach på Ko Chang

Ko Chang (Thai: เกาะช้าง) - Elefantön uppges ha fått sitt namn av att den till formen liknar ett elefanthuvud. Ön ingår i Ko Chang nationalpark som ligger i provinsen Trat. Ko Chang är Thailands tredje största ö efter Phuket och Koh Samui och har cirka 5 000 invånare. 
Nationalparken utgörs av ön Ko Chang samt 50 andra små närbelägna öar nära den kambodjanska gränsen. Till ön tar man sig med båt från fastlandet. Ön trafikeras av tre olika linjer, det tar ca. 40 minuter att ta sig över till ön, sträckan är kort men båtarna är långsamma. Tar sig till färjeterminalen gör man enklast med buss eller taxi direkt från Bangkok, alternativt från flygplatsen i Trat. Turismen har ökat explosionsartat de senaste åren och det har sagts att ön ska bli Thailands nya Phuket.

## Geografi
Ön är ungefär 30 km lång och nästan 14 km bred med en total area på 217 km². Nationalparken täcker 650 km² där 70 procent är vatten. Större delen av ön består av berg som är täckt av tropisk regnskog. Högsta punkten ligger på 743 meter och heter Khao Salakav Phet. Det finns flera sandstränder längs ön med en mångfald av hotell och resorter.
Västkustens bosättningar Hat Sai Khao, Hat Kai Mook och Hat Ta Nam har flest turister. Byn Laem Bang Bao på sydkusten är också en favoritdestination. Det finns bara en väg som förbinder hela västkusten. Topografin på södra delen av östkusten gör att vägar knappt existerar. Det går således inte att "åka runt" ön. Det planeras dock att förbinda den sydöstra sidan av ön med den sydvästra, oklart när detta dock blir klart, när detta skrivs 2015,[uppföljning saknas] så håller denna förbindelse på att ta form. Ön nås enklast genom de olika färjorna som går från Laem Ngop nära Trat.

### Tätorter på ön
- Ban Bang Bao

## Administration
Ön utgör det lilla distriktet (King Amphoe) i provinsen Trat. Distriktet bildades år 1994, då det splittrades från Laem Ngop-distriktet. Distriktet är indelat i två underdistrikt (tambon), som är i sin tur är indelat i nio byar (muban). Det finns inga kommunområden (thesaban), och två administrativa Tambon-organisationer (TAO).
| Nr | Namn         | Thainamn  | Byar | Inv. |  |
| 1. | Ko Chang     | เกาะช้าง   | 4    | 3010 |  |
| 2. | Ko Chang Tai | เกาะช้างใต้ | 5    | 2346 |  |